# هنري ميدلتون
هنري ميدلتون (بالإنجليزية Henry Middleton) وهو سياسي أمريكي ولد هنري ميدلتون في 28 أيلول - سبتمبر من سنة 1770 في مدينة لندن بانجلترة شغل ميدلتون منصب حاكم على ولاية كارولينا الجنوبية ما بين عامي 1810 إلى عام 1812. وكما خدم ميدلتون في الكونغرس الأمريكي ممثلا عن ولاية كارولينا الجنوبية ما بين عامي 1815 إلى عام 1819. وكما شغل ميدلتون منصب وزير الولايات المتحدة لشؤون روسيا من من عام 1820 إلى عام 1830 توفي هنري ميدلتون في 14 حزيران - يونيو من سنة 1846 في ولاية كارولينا الجنوبية.